# 派恩斯湖 (特拉華州)
派恩斯湖（英語：Lake Pines）是位於美國特拉華州蘇塞克斯縣的一個非建制地區。該地的面積和人口皆未知。

## 地理
派恩斯湖的座標為38°33′20″N 75°32′55″W / 38.55556°N 75.54861°W，而該地的平均海拔高度為8米（即26英尺）。